# Shorts TV
ShortsTV este un canal mondial dedicat scurtmetrajelor. ShortsTV are peste 13.000 de titluri în catalogul său și prezintă lansări de scurtmetraj nominalizate la Oscar din 2006.
Canalul a fost lansat la Telekom România (acum Orange România) pe 1 martie 2013 în România și s-a închis pe 10 aprilie 2017 tot în România la scurt timp după ce a ieșit din grila Telekom TV.